# Stiftung Unabhängige Patientenberatung Deutschland
Die Stiftung Unabhängige Patientenberatung Deutschland (Stiftung UPD oder UPD) berät Patienten in gesundheitlichen und gesundheitsrechtlichen Fragen, unabhängig davon, ob Ratsuchende gesetzlich, privat oder nicht krankenversichert sind. Die Beratung wird kostenfrei angeboten.

## Geschichte

### Modellvorhaben
Die UPD wurde ab dem 1. Januar 2000 als Modellvorhaben gemäß § 65b des Fünften Buches Sozialgesetzbuch (SGB V) betrieben. Zum 1. Januar 2011 wurde die Regelversorgung aufgenommen (Reform durch das Arzneimittelmarktneuordnungsgesetz, AMNOG). Bis zur Klärung der weiteren Trägerschaft im Januar 2011 erfolgte eine Beratung nur in Ausnahmefällen. Nachdem bei einer europaweiten Ausschreibung der Zuschlag erfolgt war, wurde die kostenlose Beratungs-Hotline wieder freigeschaltet.
Finanziert wird die Organisation gemäß § 65b SGB V vom GKV-Spitzenverband über eine Umlage der Beiträge der Kassenmitglieder. Das Modellvorhaben war auf einen Zeitraum von vier Jahren angelegt und bis Ende 2010 befristet. Laut Helga Kühn-Mengel, Die Beauftragte der Bundesregierung für die Belange der Patientinnen und Patienten, war das Ziel des Modellvorhabens, „ein von Kassen und Leistungserbringern unabhängiges Beratungs- und Informationsangebot als Regelleistung aufzubauen“. Dieses Ziel ist durch § 65b SGB V vorgegeben.
Offiziell nahm die Organisation am 30. Januar 2007 ihre Arbeit auf. Träger des Modellverbunds und Gesellschafter der im Jahr 2006 gegründeten Unabhängigen Patientenberatung Deutschland UPD gemeinnützige GmbH waren der Sozialverband VdK Deutschland e.V., der Verbraucherzentrale Bundesverband e.V. (vzbv) und der Verbund unabhängige Patientenberatung (VuP) e.V.
Bis 31. Dezember 2010 befasste sich die UPD mit mehr als 250.000 Fällen. Nach Auslaufen des Modellprojektes am 31. Dezember 2010 und Übergang zur Regelleistung durch die genannte Gesetzesänderung wurde die Trägerschaft des UPD neu vergeben. Der GKV-Spitzenverband traf die Entscheidung am 27. Januar 2011 nach europaweiter Ausschreibung unter Mitwirkung der Patientenbeauftragten der Bundesregierung und einem Beirat aus betroffenen Ministerien, Patientenorganisationen, Wissenschaftlern und privaten Krankenversicherungen. Eine Beteiligung privater Krankenversicherer war nur gegen Beteiligung an den Fördermitteln des UPD möglich. Danach wurde die UPD von der Bietergemeinschaft der vorherigen Träger fortgeführt.
Zur Förderung der Patientenberatung standen seit 2000 nahezu unverändert jährlich 5,2 Millionen Euro für ihren Betrieb zur Verfügung. Seit 1. Januar 2011 umfasste diese Summe auch die wissenschaftliche Begleitforschung. Neben der Gesetzlichen Krankenversicherung hat sich ab dann auch die Private Krankenversicherung beteiligt. Ab dem 1. Januar 2011 war eine jährliche Anpassung der Fördermittel in Höhe der jährlichen Steigerung der Durchschnittsentgelte nach § 18 Abs. 1 des Vierten Buches Sozialgesetzbuch vorgesehen.
Ab dem 1. Januar 2016 bis zur Neugründung als Stiftung übernahm der Gesundheitsdienstleister Sanvartis die Beratung von Kassen- und Privatpatienten.

### Neugründung als Stiftung
Zum 1. Januar 2024 wurde die UPD in eine rechtsfähige Stiftung bürgerlichen Rechts umgewandelt, getragen und finanziert vom Spitzenverband Bund der Krankenkassen. Der Name wurde ebenfalls geändert in Stiftung Unabhängige Patientenberatung Deutschland. Das dazu notwendige Gesetz wurde am 15. Mai 2023 im Bundesgesetzblatt verkündet. Als Gründungsvorstand fungierten Dr. Stefan Etgeton und Bettina Godschalk.
Zum 1. Mai 2024 nahm Sven Arndt als erster von zwei regulären Vorständen die Arbeit auf. Zum 1. Juli 2024 folgte Katharina Graffmann-Weschke als zweite Vorständin.
Das Beratungsangebot startete nach der Stiftungsgründung erst am 6. Mai 2024. Jedoch wurde vorerst nur eine telefonische Beratung angeboten. Beratungen digital oder vor Ort sollen folgen.
Im Dezember 2024 bezog die UPD neue Räumlichkeiten in Berlin-Schöneberg, wo sie seitdem ihren Sitz hat. Zuvor wurden Räume im Bundesministerium für Gesundheit genutzt.
Der Bezug der neuen Räumlichkeiten ermöglicht nun auch seit 2025 persönliche Beratungen vor Ort in Berlin-Schöneberg.

## Leistungen
Zweck der unabhängigen Patientenberatung ist die gesundheitliche Information, Beratung und Aufklärung in gesundheitlichen und gesundheitsrechtlichen Fragen. Die Beratungsleistungen sind für Ratsuchende kostenfrei. Dabei wird nicht unterschieden, ob diese gesetzlich, privat oder nicht krankenversichert sind.
Stand Juni 2025 werden eine anonyme telefonische Beratung sowie eine persönliche Beratung in den Räumlichkeiten der UPD in Berlin angeboten. Digitale Beratungsangebote sind in Planung. Auch eine Ausweitung der persönlichen Beratung auf andere Städte ist vorgesehen.

## Kritik

### Interessenskonflikt durch Sanvartis
Wegen der Übernahme von der Beratung für Kassen- und Privatpatienten durch den Gesundheitsdienstleister Sanvartis zum 1. Januar 2016 befürchten Kritiker einen Verlust der Unabhängigkeit der Beratung durch die UPD, da Sanvartis auch für Krankenkassen tätig ist. Dieser Kritik wurde mit der Ankündigung begegnet, dass für die UPD die eigenständige und gemeinnützige Tochterfirma Sanvartis GmbH gegründet wird.
Am 21. September 2015 traten aus Protest zwei Mitglieder aus dem wissenschaftlichen Beirat der Patientenberatung (Marie-Luise Dierks und Rolf Rosenbrock) zurück.
Im August 2018 wurde bekannt, dass Sanvartis einschließlich der UPD gGmbH verkauft worden sind. Alle Unternehmen gehören nunmehr der neu gegründeten Sanvartis Careforce Holding GmbH mit Sitz in Duisburg. Die GmbH hat die gesamte Careforce-Gruppe übernommen. Der Verbund unabhängige Patientenberatung (VuP) kritisierte, durch den Verkauf sei eine „unabhängige Patientenberatung … zur Farce“ geworden, „private Investoren bereichern sich an Fördergeldern für die Patientenberatung und die Gemeinnützigkeit der UPD“ stehe infrage. Careforce rekrutiere und qualifiziere vornehmlich Pharmareferenten. Das Bundesministerium für Gesundheit und der GKV-Spitzenverband verwiesen dagegen auf die geschlossenen Verträge. Diese seien auch nach dem Verkauf unverändert einzuhalten. Eine Einflussnahme der Pharmaindustrie auf die Beratungstätigkeit sei einem Prognos-Bericht zufolge bisher nicht feststellbar, die vorgesehene Zahl an Beratungen je Zeitabschnitt sei aber nicht erfüllt worden. Deshalb berichtete Der Spiegel im September 2018 darüber, im Beirat der Patientenberatung werde über eine Neuvergabe an einen anderen Träger nachgedacht. Anfang 2021 nennt ein Gutachten im Auftrag der Bundesregierung fünf mögliche Rahmenbedingungen für eine Weiterentwicklung der UPD. Anstatt der für 2021 anstehenden Neuausschreibung des Betreibers wurden Sanvartis im Rahmen einer Übergangslösung Fördergelder für ein zusätzliches Jahr gewährt. Der Bundesrechnungshof kritisierte zudem, dass mehr als 20 Mio. Euro, nahezu ein Drittel der ursprünglichen Fördersumme, direkt an Sanvartis und ihr angeschlossene Firmen geflossen sei.

### Einfluss der Krankenkassen auf die Stiftung
Im Vorfeld der Stiftungsgründung zum 1. Januar 2024 kritisierten sowohl der damalige UPD-Geschäftsführer Thorben Krumwiede als auch der Sozialverband Deutschland einen zu großen Einfluss der Krankenkassen, was zu mangelnder Unabhängigkeit bei der Patientenberatung und einem Absinken der Qualität führen würde.